# Bizmut-nitrát
A bizmut-nitrát (Bi(NO3)3·5H2O) a bizmut egyik szervetlen vegyülete.

## Fizikai, kémiai tulajdonságai
A bizmut-nitrát színtelen, nagy, prizmás kristályok alakjában nyerhető. Igen higroszkópos. Melegítésre kristályvizében megolvad, vizet veszít, előbb bázisos sóvá alakul, majd magasabb hőmérsékleten nitrogén-oxid és oxigén felszabadulása közben bizmut-trioxiddá bomlik el. Ha oldatát sok vízzel felhígítjuk, akkor hidrolízist szenved el, és belőle fehér, csillogó kristálykák alakjában anhidrobázisos só, bizmutil-nitrát (BiO(NO3)) válik ki. A bázisos sók salétromsav hozzáadásával újra oldatba vihetők.

## Előállítása
A bizmut-nitrát előállítása fémes bizmutból történhet, salétromsavban való oldással. A közepes töménységű (kb. 32%-os) salétromsav a bizmutot oxidálja, és aztán bizmut-nitráttá oldja: 

2 Bi + 8 HNO3 → 2 Bi(NO3)3 + 4 H2O + 2 NO
Az oldat bepárlásával a bizmut-nitrát kikristályosítható.
Előállítható még bizmut-trioxid vagy -karbonát tömény salétromsavas oldatából történő kikristályosítással.

## Felhasználása
A kristályos bizmut-nitrát a ritkaföldfém-nitrátokkal elegykristálysort alkot, amit a ritkaföldfémek elválasztására is felhasználnak.
Felhasználják más bizmutvegyületek előállítására is.

## Külső hivatkozások
Lengyel Béla, Proszt János, Szarvas Pál - Általános és szervetlen kémia